# Atil (Sonora)
Atil ist ein Dorf im mexikanischen Bundesstaat Sonora mit 609 Einwohnern. Das Dorf liegt im Norden Sonoras im gleichnamigen Municipio Atil, dessen Verwaltungssitz es ist. Das Dorf lebt von Landwirtschaft. Angebaut werden Weizen, Mais, Baumwolle, Sorghum, Cártamo und Frijol.

## Geschichte
Das Dorf wurde 1751 vom Jesuitenmissionar Jacobo Sedelmayer gegründet.